# Gnomidolon fraternum
Gnomidolon fraternum là một loài bọ cánh cứng trong họ Cerambycidae.